# Fernando de Andrade y Sotomayor
Fernando de Andrade y Sotomayor (Villagarcía de Arosa, 1579 - Santiago de Compostela, 27 de enero de 1655) fue un religioso español que ocupó diversos cargos eclesiásticos.
Entre 14 de febrero de 1637 y 29 de mayo de 1638 fue también virrey de Navarra, comenzando como interino nel 1637.
Fue hijo de Rodrigo de Mendoza y Sotomayor (1553 -), señor de Villagarcía, Barrantes y Vista Alegre, y de su esposa (1574) Urraca de Sotomayor y Osorio (1561 -), nieta materna del II conde de Villalba y I conde de Andrade.
| Predecesor: Miguel de Ayala                | Obispo de Palencia 1628 - 1631    | Sucesor: Cristóbal Guzmán y Santoyo |
| Predecesor: José González Villalobos       | Arzobispo de Burgos 1631 – 1640   | Sucesor: Francisco Manso de Zúñiga  |
| Predecesor: Fray Pedro González de Mendoza | Obispo de Sigüenza 1640 – 1645    | Sucesor: Pedro de Tapia             |
| Predecesor: Agustín Spínola Basadone       | Arzobispo de Santiago 1645 – 1655 | Sucesor: Pedro Carrillo y Acuña     |